# Estornell de la Polinèsia
L'estornell de la Polinèsia (Aplonis tabuensis) és un ocell d'Oceania de la família Sturnidae. Pobla els arxipèlags de Samoa, Fiji, Niue, Illes Salomó, Wallis i Futuna i les illes de Tonga. El seu estat de conservació es considera de risc mínim.